# 明辛
明辛是德国巴伐利亚州的一个市镇。总面积52.23平方公里，总人口4187人，其中男性2043人，女性2144人（2011年12月31日），人口密度80人/平方公里。